# Top (UNIX)
top（トップ）はほとんどのUnix系オペレーティングシステムにあるコマンドで、自動的に更新されるプロセス一覧を作成する。デフォルトではプロセスはCPU使用率の順に並べられ、CPU消費の「トップ」グループだけを表示するタスクマネージャーである。topはCPUやメモリの使用量に加え、実行中のプロセスに関するその他の情報も表示する。一部のバージョンでは、項目やソート方法など、出力内容について広範なカスタマイズが可能である。
topコマンドは、その時点でどのユーザやプロセスが最もシステムリソースを消費しているかわかるため、システム管理者にとって有用である。
出力はテキストファイルにリダイレクトする事もできる。
プロセスの、リアルタイムでない一覧取得についてはpsを参照。

## 歴史
topコマンドは、VMSオペレーティングシステムのmonitor process/topcpuコマンドをヒントとしている。topの最初の実装は、1984年4月にライス大学の大学院生ウィリアム·ルフェーブル(William LeFebvre)によって、BSD 4.1用に作成された。これはBSDライセンスの下でオープンソースプロジェクトとしてリリースされ、多数のプロプライエタリなBSDおよびUNIXオペレーティングシステムに含まれる事となった。
topは、他のオペレーティングシステムへの移植や別のライセンスとするために、幾度か再実装されてきた。AIXでは、1999年にAIX 4.3において、topasと呼ばれる強化版のtopが導入されている。
Linux用の最初のtopは、ロジャー・ビンズ(Roger Binns)によって実装された。最近はジェームズ・C・ワーナー(James C. Warner)によるフルカラー化された実装が一般的で、これはprocpsパッケージに含まれている。

## オプション
topの一部のオプションを示す。
```
-d: 更新間隔を指定する:  -d ss.tt (秒.10分の1秒)
-u: 指定した実効UIDかユーザ名にマッチするプロセスだけをモニターする:  -u somebody

```